# Bois-lès-Pargny
Bois-lès-Pargny település Franciaországban, Aisne megyében. Lakosainak száma 188 fő (2022. január 1.). Bois-lès-Pargny Châtillon-lès-Sons, Chevresis-Monceau, Crécy-sur-Serre, Dercy, Erlon, Monceau-le-Neuf-et-Faucouzy, Mortiers, Pargny-les-Bois és Sons-et-Ronchères községekkel határos.

## Népesség
A település népességének változása:
| Lakosok száma | 256  | 219  | 194  | 163  | 193  | 200  | 201  | 197  | 194  | 188  |
|               | 1968 | 1982 | 1990 | 2006 | 2013 | 2015 | 2017 | 2019 | 2020 | 2022 |